# William Marshall (tennis)
Pour les articles homonymes, voir William Marshall et Marshall.
William Marshall, né le 29 avril 1849 et mort le 24 janvier 1921, est un architecte britannique. Il est connu pour avoir joué une finale de tennis en 1877, lors du premier tournoi de tennis disputé à Wimbledon.

## Biographie
William Marshall épouse Margaret Anna Lloyd, ils ont six enfants, notamment Frances Partridge, traductrice et diariste, et de Rachel Garnett, illustratrice.

## Palmarès
- Wimbledon : Finaliste en 1877